# Усик, Александр Александрович
Алекса́ндр Алекса́ндрович У́сик (укр. Олександр Олександрович Усик; род. 17 января 1987, Симферополь, Украинская ССР, СССР) — непобеждённый украинский боксёр-профессионал, абсолютный чемпион мира по боксу, выступающий в первой тяжёлой и тяжёлой весовых категориях. Лучший боксёр вне зависимости от весовой категории по версии журнала The Ring (2022—2023; 2024—н.в.). Национальная легенда Украины (2024). Полный кавалер ордена «За заслуги».
В профессиональном боксе действующий абсолютный чемпион мира по версиям WBC (2024—н.в.), WBA (2021—н.в.),  WBO (2021—н.в.), IBO (2021—н.в.), IBF (2025—н.в.) и The Ring (2022—н.в.) в тяжелом весе. Абсолютный чемпион мира в первом тяжёлом (2018—2019) и дважды в тяжёлом весе (2024, 2025—н.в.).
В финале турнира WBSS одержал победу над российским боксёром Муратом Гассиевым и стал абсолютным чемпионом, завоевав титулы чемпиона мира по версиям IBF (2018—2019) и WBA super (2018—2019), объединив их с выигранными ранее чемпионскими поясами по версиям WBO (2016—2019) и WBC (2018—2019). Кроме этого, он стал обладателем Кубка Мохаммеда Али и титула чемпиона мира по версии боксёрского издания The Ring (2018—2019) в крузервейте. В целом победил 7 бойцов за титул чемпиона мира в первом тяжёлом весе и 6 бойцов в тяжёлом весе.
После победы над Дэниелом Дюбуа в реванше 19 июля 2025 года, Александр Усик стал первым боксёром со времён Мохаммеда Али, которому удалось дважды завоевать титул абсолютного чемпиона мира в тяжёлой весовой категории.
Чемпион Олимпийских игр 2012 года в весовой категории до 91 кг, чемпион мира 2011 года в той же весовой категории, чемпион Европы 2008 года в категории до 81 кг, неоднократный чемпион Украины среди любителей. Заслуженный мастер спорта Украины.
Лучший профессиональный боксёр года по версии спортивных журналов Sports Illustrated (2018; 2024) и The Ring (2018; 2024), Ассоциации журналистов Америки (BWAA) (2018), спортивного телеканала ESPN (2018; 2024), изданий BoxingTalk (2018), Yahoo Sports (2018), WBC (2018; 2024), BoxingScene (2018; 2024), WBO (2022).
Обладатель наград «Событие года» (2021; 2024), «Раунд года» (2024) по версии журнала The Ring.

## Биография
Мать — Надежда Петровна родом из Черниговской области, а отец — Александр Анатольевич из Сумской области.
До 1999 года жил на родине матери в селе Рыботин Черниговской области.
Окончил симферопольскую школу № 34, в которой учился вместе со своей будущей женой Екатериной. В детстве занимался народными танцами, дзюдо и футболом. Играл за юношескую команду «Таврии» на позиции левого полузащитника. В секцию бокса пришёл в 15 лет. Занимался под руководством тренера Сергея Лапина совместно с его сыном, Сергеем Лапиным — младшим.

«На первой же тренировке получил по полной. Это меня задело. Мне приходилось в два раза больше заниматься. Я приходил в три, а уходил в семь. Появились первые успехи, и я полюбил это дело. Многие ребята смеялись над моими „зависаниями“ в зале. Но смеется тот, кто смеется последним».
Окончил Львовский государственный университет физической культуры.

## Любительская карьера

### Международные чемпионаты
- 2005. Выступал в среднем весе (до 75 кг). Победитель международного юношеского турнира в Будапеште (Венгрия), участник юношеского чемпионата Европы в Таллине (Эстония). Серебряный призёр Турнира в Дебрецене (Венгрия).
- 2006. Выступал в среднем весе (до 75 кг). Бронзовый призёр чемпионата Европы. Победил Баду Джека, проиграл в полуфинале россиянину Матвею Коробову.
- 2008. Выступал в полутяжёлом весе (до 81 кг). Победитель Кубка Странджа в Пловдиве (Болгария), победил в финале россиянина Дмитрия Чудинова. Завоевал лицензию на Олимипйские Игры В феврале 2008 года был отправлен олимпийским комитетом в Розето-дельи-Абруцци, заменив Дениса Пояцику. Но участвовал уже в тяжёлой весовой категории (до 91 кг). Там он победил боксёров мирового класса, азербайджанца Эльчина Ализаде и британца Дэнни Прайса. Принял участие на Олимпийских играх 2008 года в Пекине. В первом туре Александр с лёгкостью победил боксёра из Китая Юйшань Ницзяти (23:4), а во втором туре проиграл будущему серебряному призёру, итальянцу Клементе Руссо (4:7). После поражения на Олимпиаде Александр спустился в полутяжёлый вес и выиграл в 2008 году чемпионат Европы в Ливерпуле. В этом же году снова перешёл в тяжёлую весовую категорию. Взял серебряную медаль на Кубке Мира 2008 года.
- 2009. Перешёл в тяжёлый вес (до 91 кг). Победитель международного турнира в Одессе. В 2009 году принял участие на чемпионате мира 2009 года. Взял на нём бронзовую медаль, уступив в полуфинале россиянину Егору Мехонцеву. Победитель международного турнира Макара Мазая в Мариуполе.
- 2010. Победитель первого в истории Кубка Европы по любительскому боксу в Харькове, в финале победил Тервела Пулева ввиду отказа секунданта в 3-м раунде.
- 2011. Серебряный призёр турнира Николая Мангера в Херсоне. Победитель международного турнира Макара Мазая в Мариуполе, в финале победил казахстанского боксёра Василия Левита. Участвовал в чемпионате мира, победил россиянина Артура Бетербиева, а в финале победил боксёра из Азербайджана Теймура Мамедова и завоевал золотую медаль.
- 2012. Завоевал золото на турнире Николая Мангера в Херсоне.
- Лидер рейтинга тяжёловесов по версии AIBA 2011—2012 годов[22].

#### Олимпийские игры 2012
- 1/8 финала — прошёл автоматически

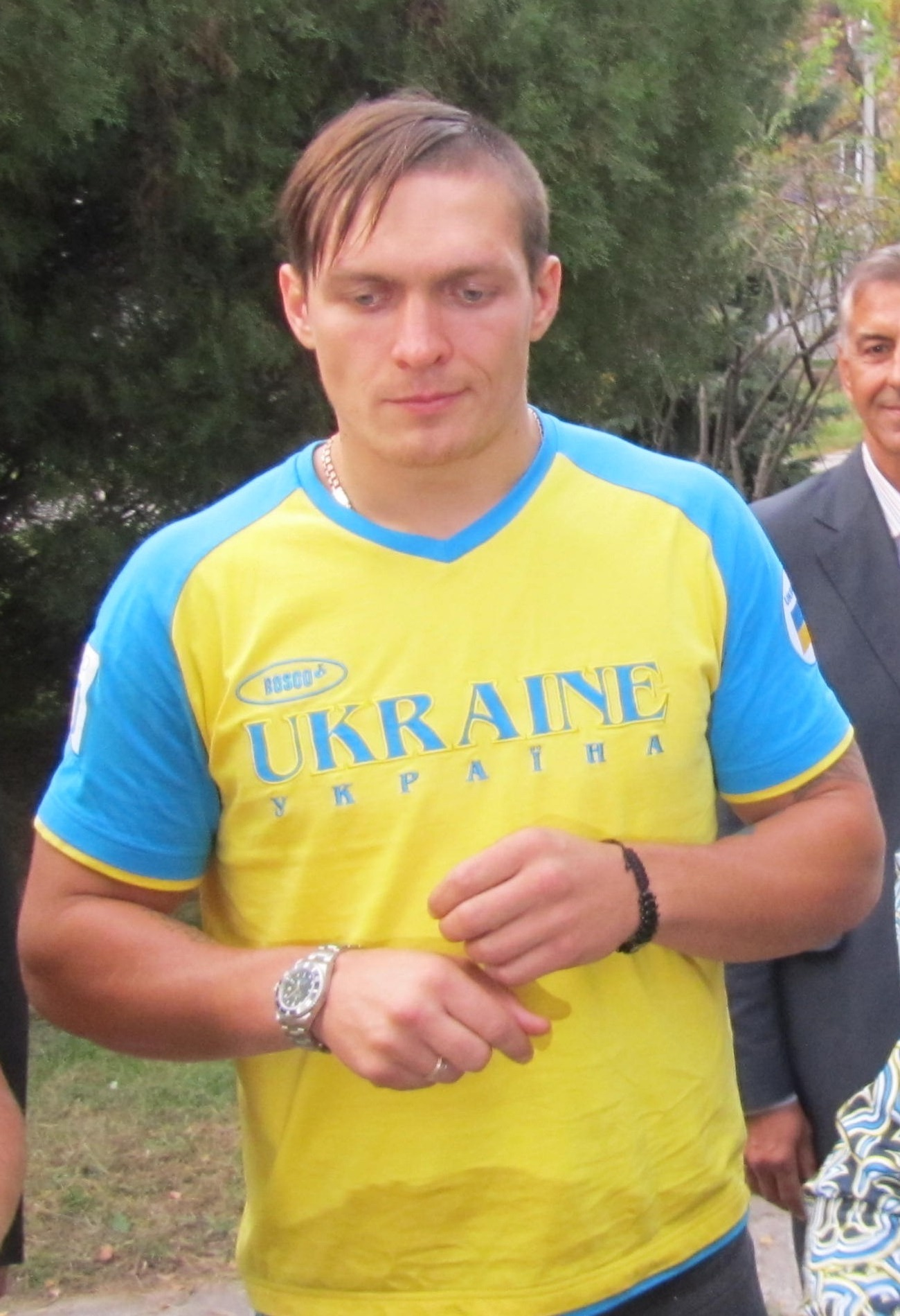
Александр Усик после победы на Олимпиаде в Лондоне (2012)

- 1/4 финала — победил Артура Бетербиева (Россия) 17:13
- 1/2 финала — победил Тервела Пулева (Болгария) 21:5
- финал — победил Клементе Руссо (Италия) 14:11

В 2008 году начал заниматься у отца своего друга и в будущем кума Василия Ломаченко — Анатолия Ломаченко, под руководством которого проиграл в любителях всего один бой — на чемпионате мира 2009 года в Милане, где в полуфинале уступил россиянину Егору Мехонцеву.
Первым серьёзным успехом стала победа на чемпионате мира 2011 года, где Усик победил болгарина Тервела Пулева, россиянина Артура Бертербиева, белоруса Сергея Корнеева, а в финальном бое азербайджанца Тимура Маммадова.
На Олимпийские игры в Лондон ехал капитаном сборной и одним из главных фаворитов Игр, что и подтвердил, по очереди выиграв у тех же Артура Бетербиева и Тервела Пулева, а в финальном бою одолев итальянского боксёра Клементе Руссо 14:11. После победы станцевал гопак на ринге.

### Чемпионаты Украины
- 2006. Золото. (2 средняя категория, до 75 кг.)
- 2009. Золото. (Тяжёлая весовая категория, до 91 кг.) Победил Сергея Пивоваренко, Сергея Мельника и Дениса Пояцику.
- 2010. Золото. (Тяжёлая весовая категория, до 91 кг.) Победил Евгения Колтика, Ивана Бутко, Александра Яцину и Дениса Пояцику.
- 2011. Золото. (Тяжёлая весовая категория, до 91 кг.) Победил Димитрия Вичука, Владимира Маслова, Александра Яцину и Сергея Мельника.

### Командные международные турниры
- 2006 Турнир в Баку (Украина-Африка) (Средняя весовая категория, до 75 кг.) поражение от Мохамеда Хейкала, Египет (8:17)
- 2006 Турнир в Баку (Украина-Китай) (Средняя весовая категория, до 75 кг.) победа над Лу Юпинем (21:8)
- 2007 Турнир в Калининграде (Украина-Азербайджан) (Полутяжёлая весовая категория, до 81 кг.) победил Явира Тагиева (18:4)
- 2007 Турнир в Калининграде (Украина-Россия) (Полутяжёлая весовая категория, до 81 кг.) проиграл Артуру Бетербиеву (10:12)
- 2007 Турнир в Калининграде (Украина-Узбекистан) (Полутяжёлая весовая категория, до 81 кг.) победил Уткира Саипова (17:7)
- 2010 Турнир в Вильрю (Украина-Франция) (Тяжёлая весовая категория, до 91 кг.) победил Гуламиряна Арсена (12:1)
- 2010 Турнир в Ажене (Украина-Франция) (Тяжёлая весовая категория, до 91 кг.) победил Гуламиряна Арсена (8:0)

## Полупрофессиональная лига
Отец умер от инфаркта, так и не дождавшись возвращения сына после Олимпийских игр. Усик подписал контракт с созданной командой Всемирной серии бокса «Украинские атаманы», за которых дебютировал 11 января 2013 года в Киеве победой над тонганцем Уэйном Фа.
Выступление Усика в проекте WSB стало весьма успешным — он победил всех шестерых своих противников, в том числе немца Эрика Брешлина, британца Джозефа Джойса, итальянца Маттео Модуньо и румына Михая Нистора.
| 6 боёв, 6 побед, 0 поражений | 6 боёв, 6 побед, 0 поражений | 6 боёв, 6 побед, 0 поражений | 6 боёв, 6 побед, 0 поражений      | 6 боёв, 6 побед, 0 поражений | 6 боёв, 6 побед, 0 поражений                                    |
| №                            | Дата                         | Соперник                     | Место боя                         | Результат                    | Комментарии                                                     |
| ---------------------------- | ---------------------------- | ---------------------------- | --------------------------------- | ---------------------------- | --------------------------------------------------------------- |
| 6-0                          | 10 мая                       | Михай Нистор                 | Астана, Казахстан                 | UD (5)                       | Финал. (Команда «Волки Астаны»)                                 |
| 5-0                          | 12 апреля                    | Маттео Модуньо               | Рим, Италия                       | TKO2 (5) 1:36                | Полуфинал (Команда «Итальянский гром»)                          |
| 4-0                          | 22 марта                     | Магомедрасул Меджидов        | Дворец Спорта, Киев, Украина      | UD (5)                       | Четвертьфинал (Команда «Огни Баку»).                            |
| 3-0                          | 1 марта                      | Джозеф Джойс                 | Лондон, Великобритания            | UD (5)                       | (Команда «Британские львиные сердца»)                           |
| 2-0                          | 1 февраля                    | Эрик Брешлин                 | Дворец Спорта, Киев, Украина      | TKO3 (5) 1:36                | (Команда «Немецкие Орлы») Брешлин 2 раза в нокдауне в 3 раунде. |
| 1-0                          | 11 января                    | Уэйн Фа                      | АККО International, Киев, Украина | UD (5)                       | (Команда «Британские Львиные Сердца») Дебют в WSB               |

## Профессиональный бокс

### Ранняя карьера
Александр Усик принял решение перейти в профессионалы и подписать контракт с компанией братьев Кличко «К2 Promotions». Усик рассматривал различные предложения промоутеров, был на переговорах в Англии и США, но в итоге остановился на варианте с К2 Promotions. А его менеджером является Эгис Климас. Не в последнюю очередь на выбор повлияло то, что Усику не нужно будет покидать на долгое время Украину.
9 ноября 2013 года состоялся дебютный поединок Усика, в котором он нокаутировал четырёхкратного чемпиона Мексики Фелипе Ромеро. В 1-м раунде Усик уверенно пару раз проверил мексиканца, хорошо попал ему в голову, да ещё и успел поправить косичку, которую смахнул Ромеро. 2-й раунд снова прошёл при преимуществе украинского боксёра. В 5-м раунде все закончилось — чёткий удар слева в челюсть и тренер выкинул полотенце.
14 декабря 2013 года Усик провёл поединок с колумбийцем Эпифанио Мендосой. До этого поединка на счету Мендосы было 34 победы и 1 ничья в 50 поединках (в том числе 30 побед нокаутом). Впрочем, опыт Мендосы не помог ему выстоять в бою с Усиком. Боксёр во 2-й и 3-й трёхминутке отправлял Мендосу в нокдаун. А в 4-м раунде, после серии успешных ударов Усика, рефери боя остановил поединок.

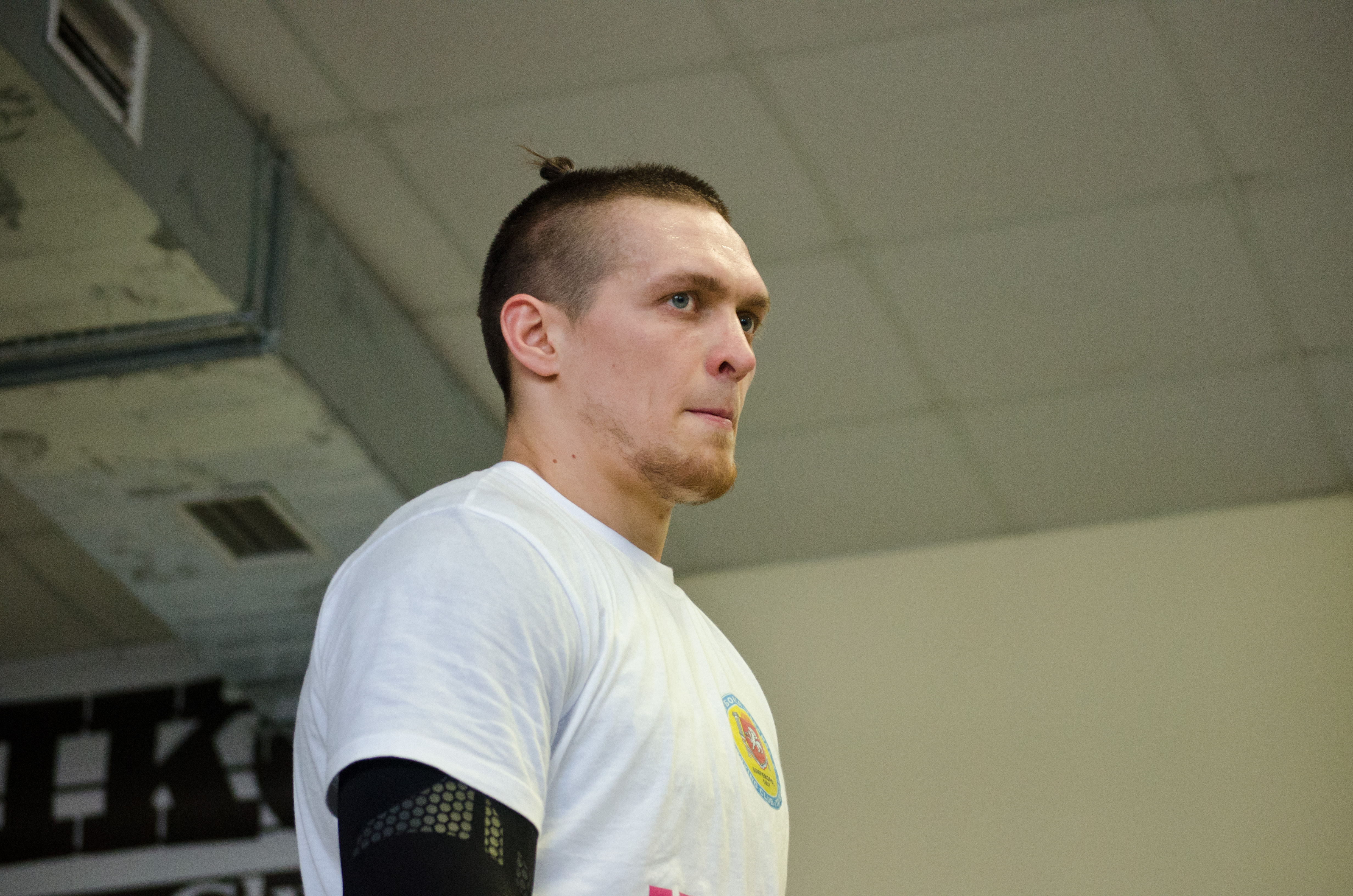
Александр Усик во время открытой тренировки, 2015 год

Третий бой Александр провёл 26 апреля 2014 года за пределами Украины. В Германии, в андеркарте боя Владимира Кличко с Алексом Леапаи, Усик нокаутировал в 3-м раунде немца ганского происхождения Бена Нсафоа. Соперник Усика, немец Бен Нсафоа, продержался всего два полных раунда. В 3-м раунде сначала отправил оппонента в нокдаун, а затем точным ударом в челюсть уложил Бена на настил.
В четвёртом бою, который прошёл в Одессе 31 мая 2014 года, нокаутировал двукратного чемпиона Аргентины Сесара Дэвида Кренса. В 3-м раунде послал Кренса в нокдаун. Поединок завершился в 4-м раунде победой украинского боксёра.

### Завоевание и защита интерконтинентального титула WBO
4 октября 2014 года Усик провёл поединок, который стал главным событием на стадионе «Арена Львов». Усик победил южноафриканского боксёра Дэниэля Брюэра тяжёлым нокаутом в конце 7-го раунда и завоевал свой первый региональный титул — временного чемпиона по версии WBO Inter-Continental.
13 декабря 2014 года Усик вышел на ринг с наиболее сильным соперником в своей карьере к этому моменту, южноафриканцем Дэни Вентером. Дэни оказал достойное сопротивление и даже выиграл несколько раундов в первой половине боя. С 5-го раунда Усик выцеливал Вентера и в каждом из последующих раундов убедительно брал концовки этих раундов. Дэни успешно восстанавливался за перерыв, и так длилось до 9-го раунда, в котором Усик многоударной комбинацией отправил Вентера в нокаут.

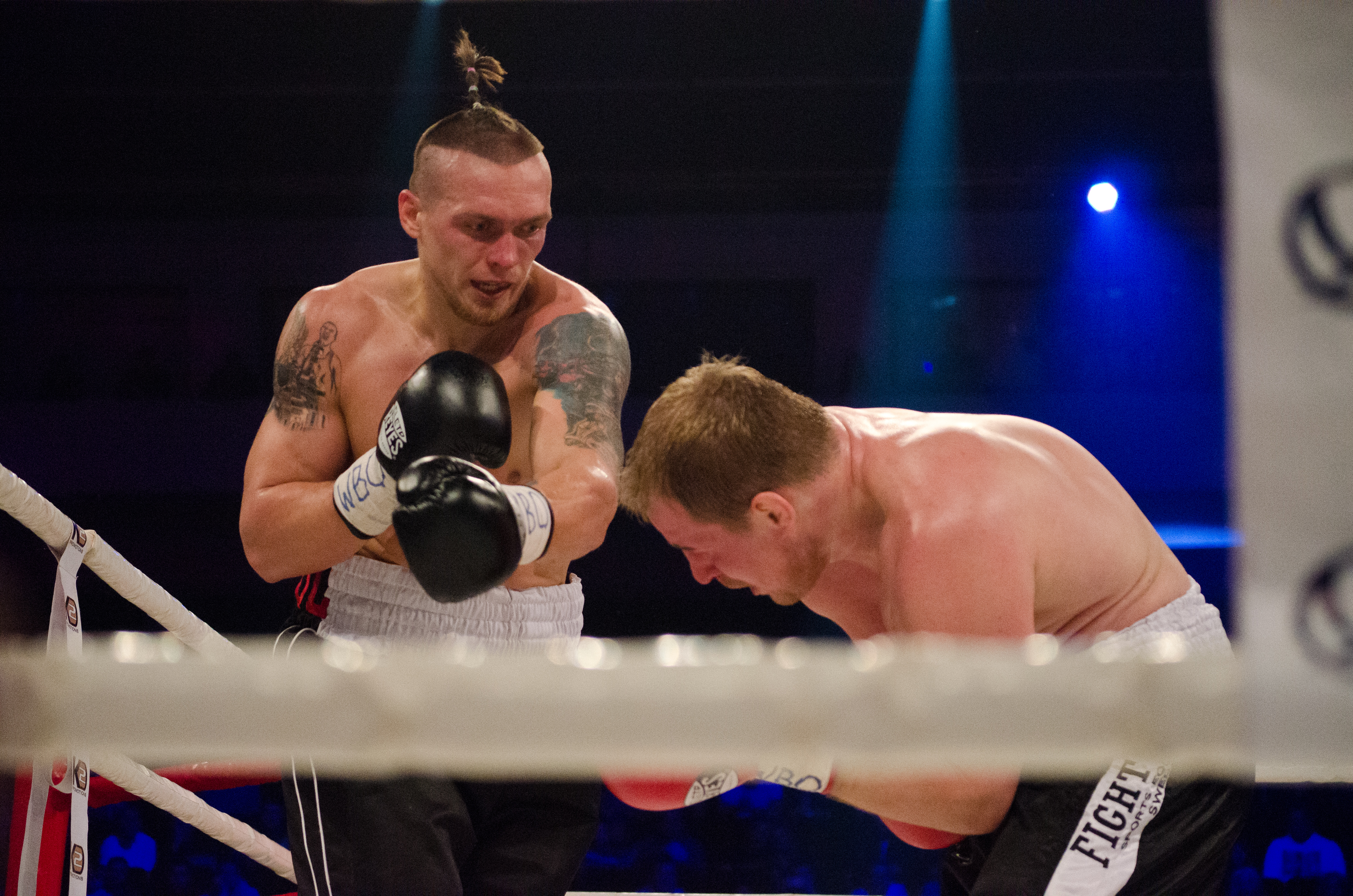
Бой Усик — Князев, ТВ-аудитория которого составила 3,6 млн зрителей

18 апреля 2015 года Усик победил техническим нокаутом в 8 раунде в Киеве российского боксёра Андрея Князева и защитил региональный титул по версии WBO.
29 августа 2015 года соперником Усика стал очередной южноафриканец — Джонни Мюллер. В 1-м раунде украинец обозначил своё преимущество в выборе позиции и, захватив центр ринга, начал вести бой с помощью джебов. 24-летний гость из ЮАР пытался отвечать такими же джебами, но украинец уходил от них. Правда, во второй трёхминутке он всё-таки пропустил правый прямой навстречу. В итоге бой остановил судья, когда стало ясно, что у Мюллера слишком сильные повреждения. Бой так же прошел в Киеве.
12 декабря 2015 года Александр Усик в Киеве (Украина) отстоял титул интерконтинентального чемпиона по версии WBO против кубинца Педро Хулио Родригеса. Усик в этом бою одержал свою девятую победу на профессиональном ринге. Все — нокаутом. А Родригес потерпел второе поражение в карьере.
30 марта 2016 года стало известно, что на одном из спаррингов во время подготовки к бою против британца Стивена Симмонса, Усик получил травму ноги. Бой, запланированный на 23 апреля 2016 года, был отменён.

### Завоевание и защиты титула чемпиона мира

#### Чемпионский бой с Кшиштофом Гловацким
17 сентября 2016 года встретился с чемпионом мира в 1-м тяжёлом весе по версии WBO, не имевшим поражений поляком Кшиштофом Гловацким. Большую часть боя Гловацкий шёл вперёд, стараясь оказывать давление на претендента. Усик работал на контратаках и старался не ввязываться в «рубку». Поляк увеличивал темп боя от раунда к раунду, но поймать и запереть соперника у канатов не получалось. Украинский спортсмен хорошо встречал оппонента джебом, а от атак чемпиона уходил на ногах. В целом Усик был заметно быстрее и точнее. Поединок продлился все 12 раундов. Судьи единогласно отдали победу Александру. Официальный счёт: 119–109 и 117–111 (дважды). Усик побил рекорд американца Эвандера Холифилда, став чемпионом мира в 1-м тяжёлом весе в 10-м поединке на профессиональном ринге (Холифилд стал чемпионом в 1986 году в своём 12-м поединке).
17 декабря 2016 года Усик нокаутировал в 9-м раунде южноафриканца Табисо Мчуну. Первые два раунда пошли с преимуществом африканского боксёра, но Усик быстро выровнял ход поединка в свою пользу. Этот поединок стал дебютом Усика в США.
8 апреля 2017 года в США Усик победил по очкам небитого американца Майкла Хантера. В 12-м раунде рефери отсчитал американцу стоячий нокдаун. Как и в предыдущем поединке, Усик дал возможность сопернику поработать стартовые раунды, чтобы поединок носил более открытый характер.

### Участие в турнире World Boxing Super Series
26 августа 2017 года в Одессе была запланирована третья защита титула Александра Усика, но вскоре появилась информация об учреждении уникального турнира в первом тяжёлом весе — World Boxing Super Series. Команда Усика дала предпочтение турниру. Заявки на участие, помимо Усика, подали ещё три действующих чемпиона мира (Мурат Гассиев, Майрис Бриедис, Юниер Дортикос) и другие топ-боксёры дивизиона.

#### Бой с Марко Хуком
9 сентября 2017 года в Берлине состоялся четвертьфинальный поединок турнира World Boxing Super Series, в котором Усик встретился с экс-чемпионом мира, именитым немцем боснийского происхождения Марко Хуком.
С первых раундов Александр Усик контролировал ход боя, регулярно тревожа Марко Хука двойками, но тот показал хорошую стойкость и держал все пропущенные удары, опасно контратакуя. И всё же Усик был намного быстрее, техничнее, выигрывая раунд за раундом. Хуку ничего не оставалось, кроме как грязно боксировать, но к этому был готов и Усик, который закрывал свой затылок во время клинчей, и рефери, который не раз делал предупреждения Хуку, один раз снял с него очко за удар по затылку поскользнувшегося Усика в 8-м раунде. В последних раундах преимущество Александра было неоспоримым, и всё закончилось в 10-м раунде, когда после продолжительной атаки Усика, во время которой Хук стоял у канатов и принимал удары, бой остановил рефери. Итог — победа Усика техническим нокаутом в 10-м раунде. Таким образом, Усик сохранил свой пояс чемпиона мира по версии WBO и вышел в полуфинал Всемирной боксёрской суперсерии.

#### Объединительный бой с Майрисом Бриедисом
Усик выиграл этот бой 27 января 2018 года, на «Арена Рига». Бой проходил в рамках полуфинала Всемирной боксёрской суперсерии (WBSS). На кону стояли два чемпионских пояса: у Усика WBО, а у Бриедиса WBC.
Изначально специалисты сходились во мнении, что это будет шахматная партия двух думающих боксёров. Так и получилось. Бой вышел невероятно интересным, зрелищным и интригующим. Усик, который после небольшой разведки в первых раундах занял центр ринга, старался держать соперника на дистанции, периодически проверяя его защиту хлёсткими ударами. При этом Бриедис очень хорошо двигался и отвечал Александру ударами по корпусу. Во 2-м раунде хозяин ринга нанёс несколько удачных джебов в голову украинца. Концовка трёхминутки ознаменовалась курьёзом: рефери не услышал гонг, после чего боксёры ещё несколько лишних секунд выясняли отношения. В 3-м раунде Майрис нанёс удар головой в лицо Усику. Рефери был вынужден прервать бой и сделать замечание Бриедису. 5-й раунд ознаменовался форменным избиением Бриедиса: Усик прекрасно проявил себя на средней дистанции, выбросив массу точных ударов. В 6-м раунде Александр потряс соперника левым прямым, но Бриедис удержался на ногах. Девятый раунд начался с атак Майриса. Украинец сумел навязать сопернику свой бокс, но перед самым гонгом пропустил достаточно тяжёлый удар на контратаке. В 10-м раунде соперники устроили настоящую «зарубу», пустившись в размен. Чемпионские раунды стали невероятно напряжёнными. При этом Майрис несколько потерял в темпе, а в концовке 11-го раунда латыш пропустил прямой левый, после чего на его лице появилась кровь. В итоге, бой продлился все 12 раундов, после которых решением большинства судей Александр Усик одержал победу: 114–114, 115–113, 115–113. Таким образом, Александр объединил чемпионские пояса в первом тяжёлом весе, став обладателем двух чемпионских поясов по версиям WBO и WBC, а также вышел в финал Всемирной боксёрской суперсерии.
Поединок транслировался на британском ppvканале ITV Box Office, но был показан бесплатно без платы за просмотр.
Сразу после боя в ринге Александр Усик признался, что бой против Бриедиса был самым тяжёлым в его карьере. «Определяющим в бое стала оппозиция спортсмена, качественный бой со стороны Майриса. Это, наверное, мои самые тяжёлые 12 раундов, которые я проводил когда-либо. Мы сделаем соответствующие выводы и будем готовиться к финалу».

#### Бой за звание абсолютного чемпиона мира с Муратом Гассиевым

Бой Усик — Гассиев

21 июля 2018 года состоялся финальный поединок турнира WBSS между Усиком и непобеждённым российским нокаутёром Муратом Гассиевым, владевшим чемпионскими титулами по версиям IBF и WBA. Усик с первого раунда захватил контроль над ходом поединка. Он постоянно смещался, активно выбрасывая джебы и другие несильные удары, не давая Гассиеву возможности выйти на удобную дистанцию и провести результативные атаки. Ближе к концу 4-го раунда Гассиев попал мощным хуком справа, после чего боксёры вошли в клинч. Этот эпизод стал единственным заметным успехом россиянина за весь бой. Усик продемонстрировал впечатляющую функциональную готовность и концентрацию, работая в одном и том же темпе все 12 раундов, в итоге одержав уверенную победу единогласным решением судей.
Усик стал абсолютным чемпионом мира в первом тяжёлом весе по версиям WBA Super, WBC, IBF, WBO и The Ring, линейным чемпионом, чемпионом по версии TBRB, а также выиграл эксклюзивный кубок Мохаммеда Али и денежный приз в размере 10 млн. долларов. Первоначально поединок должен был пройти 11 мая 2018 года в Саудовской Аравии. Менее чем за месяц до поединка сторона организатора объявила, что поединок не пройдёт в Саудовской Аравии. Кроме того, Александр Усик получил травму плеча, и бой был перенесён на лето 2018 года. Российская сторона изъявила желание провести поединок в России, но команда Усика предложение отвергла, настаивая на проведении боя на «нейтральной» территории. Бой все-таки состоялся в России (Москва). Бой прошёл по системе платных трансляций британским телеканалом ITV Box Office по цене 10 £ или 13 € за просмотр.

#### Бой c Тони Беллью
Вскоре после боя с Гассиевым, Усику было присвоено звание суперчемпиона по версии WBO. Это давало ему право сразиться с чемпионом по версии в категории выше. Усик изъявил желание провести поединок с британцем Тони Беллью. После переговорного процесса Усик принял решение заключить промоутерский контракт с Эдди Хирном и компанией Matchroom Boxing, которая также представляла интересы и Тони Беллью. По предварительным переговорам бой с Тони Беллью был согласован на 10 или 17 ноября 2018 года в Лондоне. Компания K2 осталась сопромоутером в равной доле как и Matchroom Boxing.
Поединок прошёл по непредсказуемому сценарию для зрителей: Беллью был эффективен в первой половине боя и забрал основные стартовые раунды. Проигрывая бой по очкам, Усик победил тяжёлым нокаутом в 8-м раунде, проведя несколько успешных многоударных комбинаций. После боя Беллью высоко оценил мастерство Усика и заявил что будет болеть за него и призвал своих фанатов следить за карьерой украинского чемпиона.

### Тяжёлая весовая категория

#### Бой с Чаззом Уизерспуном
В начале 2019 года Усик объявил о переходе в тяжёлую весовую категорию. 25 мая 2019 года должен был состояться бой Александра Усика с французским боксёром камерунского происхождения Карлосом Такамом, но 7 мая стало известно что Усик получил травму бицепса и поединок перенесли на август. Усик снова травмировался, и поединок был переназначен на 12 октября 2019 года. В конце августа стало известно что Такам подписал контракт с новым промоутером и отказался от боя.
В качестве соперника был выбран небитый нидерландский боксёр Тайрон Спонг, более известен широкой публике своей прошлой кикбоксерской карьерой. Незадолго до поединка Спонг сдал положительный тест на допинг и была найдена срочная замена в лице американского ветерана Чазза Уизерспуна.
Бой состоялся 12 октября 2019 года. Усик доминировал на протяжении всего поединка, разбивая соперника скоростными сериями с дистанции и легко уходя от его атак. Уизерспун, так и не сумев подстроиться к более маневренному и обученному сопернику, отказался продолжать бой после 7-го раунда. Усик одержал победу техническим нокаутом и успешно дебютировал в супертяжёлом весе.

#### Бой с Дереком Чисорой
31 октября 2020 года в Лондоне состоялся бой между Александром Усиком и знаменитым британским ветераном Дереком Чисорой. Поединок боксёров должен был пройти ещё в мае 2020 года, но был перенесён на конец октября из-за ограничений и запретов, связанных с пандемией коронавируса. Перед боем Усик перенес операцию на локте.
Первая половина боя прошла довольно конкурентно. Чисора постоянно шёл вперёд, выбрасывая большое количество размашистых силовых ударов и пытаясь навязать размен. Усик старался проваливать соперника за счёт работы ног и ловить его встречными ударами, но периодически сам опасно пропускал. К середине боя Чисора устал и сильно замедлился. Усик взвинтил темп и до конца поединка обрушивал на соперника затяжные серии ударов, но ни разу не был близок к досрочной победе. Поклонники отдали предпочтение в победе Чисоре. Тем не менее по окончании боя все трое судей единогласно объявили победителем Александра Усика (счёт: 117–112 и дважды 115–113). Украинец заработал 1,5 млн фунтов стерлингов (примерно $1,9 млн) за бой без учёта бонусов от ТВ и продаж платных трансляций, а британец — 4 млн фунтов стерлингов (примерно $5,2 млн). Об этом сообщает издание Total Sportal.

#### Бой с Энтони Джошуа
25 сентября 2021 года в Лондоне Александр Усик вышел на титульный бой против чемпиона мира по четырём версиям (WBA, WBO, IBF и IBO), суперзвездой бокса британцем Энтони Джошуа. Оба боксёра являются золотыми медалистами Лондонской Олимпиады 2012 года.
Несмотря на статус андердога, Александр с 1-го раунда завладел явным преимуществом, легко переигрывая Джошуа за счёт мобильности на ногах, ручной скорости и прекрасной технике в защите. Джошуа пытался работать джебом с дальней дистанции, но явно не успевал реагировать на действия соперника, пропускал много ударов и периодически выглядел совсем беспомощным. В 6-м и 8-м раундах чемпиону удалось донести до цели несколько плотных ударов, но общую картину боя это не поменяло. В поздних раундах бой превратился в одностороннее избиение: Джошуа уже ничего не мог противопоставить более свежему сопернику и периодически «плыл» от пропущенных ударов и накопившейся усталости. На последних секундах 12-го раунда Усик провёл многоударную комбинацию в голову соперника и был очень близок к досрочной победе, но гонг спас британца от нокаута.
В итоге все трое судей со счётом 117–112, 116–112 и 115–113 отдали победу Александру Усику, который отобрал у Джошуа все чемпионские титулы и стал объединённым чемпионом мира в двух весовых категориях. Для абсолютного чемпионства в супертяжёлом весе Александру не хватает только титула WBC, которым владеет непобеждённый британец Тайсон Фьюри. Сразу после боя Энтони Джошуа заявил, что активирует пункт о незамедлительном реванше с Усиком, который должен был состояться весной 2022 года.

#### Реванш с Энтони Джошуа
Реванш Александра Усика и Энтони Джошуа состоялся 20 августа 2022 года на стадионе Король Абдалла Спортс Сити в городе Джидда в Саудовской Аравии. Организаторы дали название этому противостоянию Rage on the Red Sea (Ярость на Красном море). На кону поединка — титулы чемпиона мира по версиям WBA Super, WBO, IBF, IBO (первая защита Усика в тяжёлом весе), а также вакантный титул чемпиона мира по версии авторитетного журнала The Ring. Александр Усик победил раздельным решением судей. Счёт: 113–115–113, 116–112. После боя Александр Усик бросил вызов Тайсону Фьюри, в котором заявил, что либо будет драться за титул абсолютного чемпиона с объявившим о завершении карьеры обладателем пояса WBC Тайсоном Фьюри, либо не будет боксировать вообще.

#### Ситуация с защитой поясов
После срыва переговоров с чемпионом WBC Тайсоном Фьюри объединённому чемпиону Александру Усику предстоит провести защиты своих поясов. Первый обязательный претендент по линии WBA — Дэниэль Дюбуа, обладатель второстепенного титула WBA World. Второй претендент — хорват Филип Хргович от IBF. Третий претендент — Чжан Чжилэй, «временный» чемпион мира по версии WBO.

#### Чемпионский бой с Даниелем Дюбуа
В апреле 2023 года Всемирная боксёрская ассоциация (WBA) потребовала от команды объединённого чемпиона мира по версиям WBA/IBF/WBO в супертяжелом весе Александра Усика начать переговоры с обладателем титула регулярного чемпиона мира по версии WBA британцем Даниэлем Дюбуа. Команды бойцов должны были подписать контракт на поединок до 2 мая. Но контракт не был подписан, по правилам боксёрской федерации бой был выставлен на торги. 25 мая в Хьюстоне (США) состоялись промоутерские торги за право выступить организатором этого поединка. Цена проведения боя на старте составила 1 миллион $. Команда Усика внесла на торги 8 млн $. Сторона Дюбуа смогла выставить на кон — 5,6 млн $. На торгах победила ставка команды Усика. По правилам организации Усику, как полноценному чемпиону, полагается $6 042 750, то есть 75 % от общего призового фонда. Соответственно, Дюбуа гарантированно получит 25 % или 2 014 250 $.
Бой прошёл 26 августа 2023 года во Вроцлаве (Польша). Поединок был рассчитан на двенадцать раундов, но не прошёл всю дистанцию и закончился победой Усика нокаутом в 9-м раунде. В 5-м раунде Усик оказался на настиле ринга после «удара ниже пояса» и рефери Луис Пабон дал чемпиону длительный более 4-х минут тайм-аут для восстановления. Команда Дюбуа считает что это был легальный нокаутирующий удар. Но бой продолжился и Дюбуа неплохо провёл 8-й раунд, и возможно выигрывал его до последних секунд, когда пропустил комбинацию Усика и «взял колено», а рефери отсчитал нокдаун. В 9-м раунде Усик активизировался и ещё раз отправил Дюбуа в нокдаун жёстким джебом, после которого Дюбуа снова «взял колено», и готов был продолжить бой, но рефери остановил поединок засчитав победу Усику. На момент остановки двое судей насчитали: 79–72, а третий 78–73 в пользу Усика. После боя, судейство в этом поединке вызвало споры в Великобритании — некоторые боксёры и эксперты бокса считают что именно Даниель Дюбуа победил в этом поединке отправив в нокаут Александра Усика боди-панчем в 5-м раунде, но ему просто не отдали эту победу. «Я не думаю, что это был удар ниже пояса. Меня обманули, лишив победы» — прокомментировал поражение Дюбуа. Промоутер Фрэнк Уоррен, представлющий Даниэля Дюбуа, заявил, что его клиент не бил украинца ниже пояса и призвал провести реванш. Расс Анбер, катмен Александра Усика прокомментировал запрещенный удар: «Пупок — это граница для удара ниже пояса, просто и понятно. Все, что ниже этой черты, — это удар ниже пояса». Промоутер украинца Александр Красюк выложил у себя в инстаграм скриншот момента удара ниже пояса, подписав фото: «Для тех, кто увидел удар по правилам». Британские боксеры Тони Беллью и Лиам Смит поддержали украинца. «Это было ниже пояса, неважно, как высоко были надеты его шорты. К слову, команда Дюбуа могла потребовать от Усика спустить шорты перед боем, если им что-то не нравилось. Да, Усик выжал максимум времени на восстановление, которое ему позволили. Но никто не может ответить, остался бы он на ногах, если бы судья засчитал этот удар» — заявил Лиам Смит.

#### Бой с Тайсоном Фьюри
Контракт на бой был официально подписан 29 сентября 2023 года после неудачных попыток переговоров ещё с 2021 года. Разногласия были в основном из-за распределения гонораров и сроков проведения боя. 16 ноября 2023 в Лондоне прошла пресс-конференция, на которой был официально объявлен бой на 23 декабря 2023 года в Эр-Рияде. Однако, из-за недостатка времени на подготовку Фьюри после его предыдущего боя, поединок был перенесен на 17 февраля 2024 года. Согласно контракту, проигравший боксер имеет право на матч-реванш. IBF уведомила команду Усика о необходимости провести защиту титула против Филипа Хрговича без дополнительных поединков.
Новая дата поединка назначена на 18 мая 2024 года после того, как 2 февраля 2024 года стало известно, что Фьюри получил рассечение над правым глазом в спарринге с хорватским боксером Агроном Смакичи.
Александр Усик победил Тайсона Фьюри раздельным решением судей (114–113, 113–114, 115–112), став абсолютным чемпионом мира в тяжелом весе.

#### Реванш с Тайсоном Фьюри

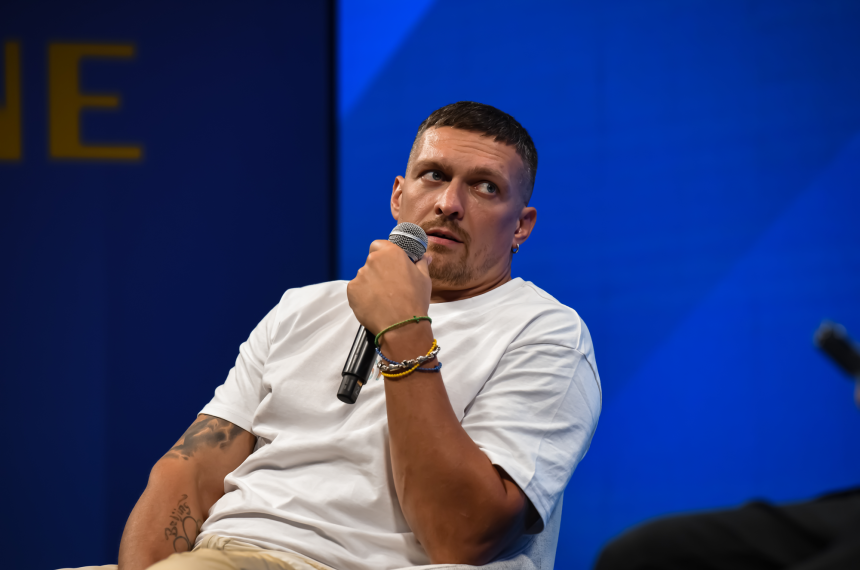
Усик на Volia Space, 2024 год

Промоутер Боб Арум заявил, что после поражения Тайсон Фьюри активировал опцию о реванше с Александром Усиком. Реванш состоится 21 декабря 2024 года в Эр-Рияде. В конце мая стало известно, что команда Усика запросила у IBF ранее требовавших встречи с обязательным претендентом Филипом Хрговичем ещё одну отсрочку для того, чтобы и в реванше с Фьюри стояло полноценное абсолютное чемпионство. Ранее организация пошла на встречу Фьюри и Усику при условии, что победитель немедленно проведёт обязательную защиту. Претендентом на тот момент был Филипп Хргович. Именно поэтому сразу после победы украинца над британцем предполагалось, что Усика лишат пояса IBF в течение недели. 31 мая IBF приняли решение выставить на предстоящий 1 июня рейтинговый бой Даниель Дюбуа - Филипп Хргович временный пояс IBF. Хргович неожиданно проиграл Дюбуа, ставшему временным чемпионом, что и затянуло решение вопроса со статусом Александра. 26 июня в своем видеообращении Усик отказался от пояса IBF объяснив отказ «подарком на бой 21 сентября» между Даниелом Дюбуа и Энтони Джошуа. 26 июня Дюбуа признан обладателем полноценного пояса IBF и 21 сентября он провёл 1-ю успешную защиту против соотечественника Энтони Джошуа, а Усик через шесть месяцев после этого проведёт реванш с Фьюри.
Бой-реванш прошёл конкурентно и зрелищно, но победа Усика бесспорная и единогласная у всех трех судей: 116–112.

#### Реванш с Даниелем Дюбуа
19 июля 2025 года на стадионе Уэмбли в Лондоне состоялся бой-реванш между Александром Усиком и Даниэлем Дюбуа. Усик одержал уверенную победу, нокаутировав Дюбуа в пятом раунде. На кону стояло звание абсолютного чемпиона мира в тяжелом весе по версиям WBA Super, WBO, IBO (пятая защита Усика), The Ring (четвёртая защита Усика), WBC (вторая защита Усика) и IBF (вторая защита Дюбуа).

## Таблица профессиональных поединков
В таблице перечислены результаты всех поединков боксёров.
В каждой строке указан результат поединка. Дополнительно номер поединка обозначен цветом, который обозначает итог поединка. Расшифровка обозначений и цветов представлена в нижеследующей таблице.
| Пример | Расшифровка                     |
| ------ | ------------------------------- |
|        | Победа                          |
|        | Ничья                           |
|        | Поражение                       |
|        | Планируемый поединок            |
|        | Поединок признан несостоявшимся |
| КО     | Нокаут                          |
| ТКО    | Технический нокаут              |
| PTS    | Решение судей (по очкам)        |
| UD     | Единогласное решение судей      |
| MD     | Решение большинства судей       |
| SD     | Раздельное решение судей        |
| RTD    | Отказ от продолжения боя        |
| DQ     | Дисквалификация                 |
| NC     | Поединок признан несостоявшимся |

| 24 поединка, 24 победы (15 нокаутом).                     | 24 поединка, 24 победы (15 нокаутом). | 24 поединка, 24 победы (15 нокаутом). | 24 поединка, 24 победы (15 нокаутом). | 24 поединка, 24 победы (15 нокаутом).                | 24 поединка, 24 победы (15 нокаутом). | 24 поединка, 24 победы (15 нокаутом). |
| Бой                                                       | Рекорд                                | Дата                                  | Соперник                              | Место боя                                            | Результат                             | Данные о бое |
| --------------------------------------------------------- | ------------------------------------- | ------------------------------------- | ------------------------------------- | ---------------------------------------------------- | ------------------------------------- | --- |
| 24                                                        | 24-0                                  | 19 июля 2025                          | Даниель Дюбуа (2) (22-2)              | Стадион Уэмбли, Лондон, Великобритания               | KO 5 (12), 1:52                       | Бой за звание абсолютного чемпиона мира в тяжелом весе по версиям WBA-Super, WBO, IBO (5-я защита Усика), The Ring (4-я защита Усика), WBC (2-я защита Усика), IBF (2-я защита Дюбуа) в тяжёлом весе. Дюбуа в нокдауне в 5-м раунде                                                                                     |
| 23                                                        | 23-0                                  | 21 декабря 2024                       | Тайсон Фьюри (2) (34-1-1)             | Kingdom Arena, Эр-Рияд, Саудовская Аравия            | UD 12                                 | Защитил титулы чемпиона мира по версиям WBA-Super, WBO, IBO (4-я защита Усика), The Ring (3-я защита Усика), WBC (1-я защита Усика) в тяжёлом весе. Счёт судей: 116-112 (трижды). |
| 22                                                        | 22-0                                  | 18 мая 2024                           | Тайсон Фьюри (34-0-1)                 | Kingdom Arena, Эр-Рияд, Саудовская Аравия            | SD 12                                 | Бой за звание абсолютного чемпиона мира по версиям WBA-Super, IBF, WBO, IBO (3-я защита Усика), The Ring (2-я защита Усика), WBC (4-я защита Фьюри) в тяжёлом весе. Фьюри в нокдауне в 9-м раунде. Счёт судей: 115-112, 114-113, 113-114.                                                                               |
| 21                                                        | 21-0                                  | 26 августа 2023                       | Даниель Дюбуа (19-1)                  | Стадион Вроцлав, Вроцлав, Польша                     | KO 9 (12), 0:48                       | Защитил титулы чемпиона мира по версиям WBA-Super, IBF, WBO, IBO (2-я защита Усика), The Ring (1-я защита Усика) в тяжёлом весе. Дюбуа в нокдауне в 8-м и 9-м раундах. |
| 20                                                        | 20-0                                  | 20 августа 2022                       | Энтони Джошуа (2) (24-2)              | King Abdullah Sports City, Джидда, Саудовская Аравия | SD 12                                 | Защитил титул чемпиона мира по версиям WBA-Super, WBO, IBF, IBO (1-я защита Усика), а также завоевал вакантный титул чемпиона мира по версии The Ring в тяжёлом весе. Счёт судей: 116-112, 115-113, 113-115. |
| 19                                                        | 19-0                                  | 25 сентября 2021                      | Энтони Джошуа (24-1)                  | Тоттенхэм Хотспур, Лондон, Великобритания            | UD 12                                 | Завоевал титул объединённого чемпиона мира по версиям WBA-Super, WBO, IBF и IBO (2-я защита Джошуа) в тяжёлом весе. Счёт судей: 117-112, 116-112, 115-113. |
| 18                                                        | 18-0                                  | 31 октября 2020                       | Дерек Чисора (32-9)                   | Уэмбли Арена, Лондон, Великобритания                 | UD 12                                 | Завоевал титул чемпиона по версии WBO Inter-Continental (1-я защита Чисоры) в тяжёлом весе. Счёт судей: 117-112, 115-113 (дважды). |
| 17                                                        | 17-0                                  | 12 октября 2019                       | Чазз Уизерспун (38-3)                 | Wintrust Arena, Чикаго, Иллинойс, США                | RTD 7 (12), 3:00                      | Дебют в тяжёлом весе. |
| Перешёл в тяжёлый вес — свыше 90,7 кг (свыше 200 фунтов). |                                       |                                       |                                       |                                                      |                                       | |
| 16                                                        | 16-0                                  | 10 ноября 2018                        | Тони Беллью (30-2-1)                  | Манчестер Арена, Манчестер, Великобритания           | KO 8 (12), 2:00                       | Защитил звание абсолютного чемпиона мира по версиям WBO (6-я защита Усика), WBC (2-я защита Усика), IBF, WBA-Super и The Ring (1-я защита Усика). |
| 15                                                        | 15-0                                  | 21 июля 2018                          | Мурат Гассиев (26-0)                  | Олимпийский, Москва, Россия                          | UD 12                                 | Финал турнира WBSS. Бой за звание абсолютного чемпиона мира по версиям WBO (5-я защита Усика), WBC (1-я защита Усика), IBF (3-я защита Гассиева), WBA-Super (1-я защита Гассиева), вакантный титул чемпиона мира по версии The Ring и кубок Мохаммеда Али в первом тяжёлом весе. Счёт судей: 120-108, 119-109 (дважды). |
| 14                                                        | 14-0                                  | 27 января 2018                        | Майрис Бриедис (23-0)                 | Арена Рига, Рига, Латвия                             | MD 12                                 | Полуфинал турнира WBSS. Защитил титул чемпиона мира по версии WBO (4-я защита Усика). Завоевал титул чемпиона мира по версии WBC (2-я защита Бриедиса). Счёт судей: 115-113 (дважды), 114-114. |
| 13                                                        | 13-0                                  | 9 сентября 2017                       | Марко Хук (40-4-1)                    | Max Schmeling Halle, Берлин, Германия                | TKO 10 (12), 2:18                     | Четвертьфинал турнира WBSS. Защитил титул чемпиона мира по версии WBO (3-я защита Усика). |
| 12                                                        | 12-0                                  | 8 апреля 2017                         | Майкл Хантер (12-0)                   | MGM National Harbor, Оксон-Хилл, Мэриленд, США       | UD 12                                 | Защитил титул чемпиона мира по версии WBO (2-я защита Усика). Хантеру отсчитан нокдаун в 12 раунде. Счёт судей: 117-110 (трижды). |
| 11                                                        | 11-0                                  | 17 декабря 2016                       | Табисо Мчуну (17-2)                   | Форум, Инглвуд, Калифорния, США                      | TKO 9 (12), 1:53                      | Защитил титул чемпиона мира по версии WBO (1-я защита Усика). Мчуну в нокдауне в 6 раунде. Мчуну дважды в нокдауне в 9 раунде. |
| 10                                                        | 10-0                                  | 17 сентября 2016                      | Кшиштоф Гловацкий (26-0)              | Ergo Arena, Гданьск, Польша                          | UD 12                                 | Завоевал титул чемпиона мира по версии WBO (2-я защита Гловацкого). Счёт судей: 119-109, 117-111 (дважды). |
| 9                                                         | 9-0                                   | 12 декабря 2015                       | Педро Хулио Родригес (22-1)           | Дворец спорта, Киев, Украина                         | TKO 7 (12), 1:57                      | Защитил титул интерконтинентального чемпиона по версии WBO (4-я защита Усика). Родригес в нокдауне в 6 раунде. |
| 8                                                         | 8-0                                   | 29 августа 2015                       | Джонни Мюллер (19-4-2)                | Дворец спорта, Киев, Украина                         | TKO 3 (12), 2:59                      | Защитил титул интерконтинентального чемпиона по версии WBO (3-я защита Усика). |
| 7                                                         | 7-0                                   | 18 апреля 2015                        | Андрей Князев (11-1)                  | Дворец спорта, Киев, Украина                         | TKO 8 (10), 2:24                      | Защитил титул интерконтинентального чемпиона по версии WBO (2-я защита Усика). |
| 6                                                         | 6-0                                   | 13 декабря 2014                       | Дэни Вентер (19-6)                    | Дворец спорта, Киев, Украина                         | TKO 9 (10), 2:29                      | Защитил титул интерконтинентального чемпиона по версии WBO (1-я защита Усика). |
| 5                                                         | 5-0                                   | 4 октября 2014                        | Дэниэл Брюэр (24-5-1)                 | Арена Львов, Львов, Украина                          | TKO 7 (10), 2:55                      | Завоевал титул временного интерконтинентального чемпиона по версии WBO. |
| 4                                                         | 4-0                                   | 31 мая 2014                           | Сезар Давид Кренс (21-8)              | Дворец спорта, Одесса, Украина                       | KO 4 (8), 2:19                        | Кренц в нокдауне в 3 раунде. |
| 3                                                         | 3-0                                   | 26 апреля 2014                        | Бен Нсафоа (15-9-2)                   | Koenig Pilsener Arena, Оберхаузен, Германия          | KO 3 (8), 1:43                        | |
| 2                                                         | 2-0                                   | 14 декабря 2013                       | Эпифанио Мендоса (34-15-1)            | ЛД «Терминал», Бровары, Украина                      | TKO 4 (6), 2:10                       | Мендоса в нокдауне во 2-м и 3-м раундах. |
| 1                                                         | 1-0                                   | 9 ноября 2013                         | Фелипе Ромеро (16-7-1)                | Дворец спорта, Киев, Украина                         | TKO 5 (6), 1:36                       | |
| Бои в первом тяжёлом весе — до 90,7 кг (до 200 фунтов).   |                                       |                                       |                                       |                                                      |                                       | |
| Бой                                                       | Рекорд                                | Дата                                  | Соперник                              | Место боя                                            | Результат                             | Данные о бое |

## Выступления на платном телевидении (PPV)
| № | Дата                  | Поединок                           | Место боя                            | Телеканал             | Цена          | Количество PPV | Доход с PPV  |
| - | --------------------- | ---------------------------------- | ------------------------------------ | --------------------- | ------------- | -------------- | ------------ |
| 1 | 17 сентября 2016 года | Александр Усик — Кшиштоф Гловацкий | Ergo Arena, Гданьск, Польша          | PolSat Sport PPV      | 40 zł или 9 € |                |              |
| 2 | 21 июля 2018 года     | Александр Усик — Мурат Гассиев     | Олимпийский, Москва, Россия          | ITV Box Office        | 10 £ или 13 € |                |              |
| 3 | 10 ноября 2018 года   | Александр Усик — Тони Беллью       | Манчестер, Великобритания            | SKY Box Office        | 20 £ или 25 € | 819 000        |              |
| 4 | 31 октября 2020 года  | Александр Усик — Дерек Чисора      | Уэмбли, Лондон, Великобритания       | SKY Box Office Megogo | 20 £ или 25 € | 1 059 000      | 27 100 000 $ |
| 5 | 25 сентября 2021 года | Александр Усик — Энтони Джошуа     | Tottenham HS, Лондон, Великобритания | SKY Box Office Megogo | 20 £ или 25 € | 1,232,000      |              |

## Титулы
- Региональные титулы

- Второстепенные мировые титулы

- Основные мировые титулы

## Вне бокса

### Личная жизнь
Женат, жену зовут Екатерина. Они воспитывают четверых детей — дочь Елизавету (2010) сына Кирилла (2013) сына Михаила (2015) и дочь Марию (2024).
Усик — православный христианин. После боя с Энтони Джошуа он сказал в интервью, что «сражался, чтобы славить своего Господа Иисуса Христа».

### Бизнес и рекламная деятельность
В 2017 году принимал участие в нескольких рекламных кампаниях для мобильного оператора МТС Украина.

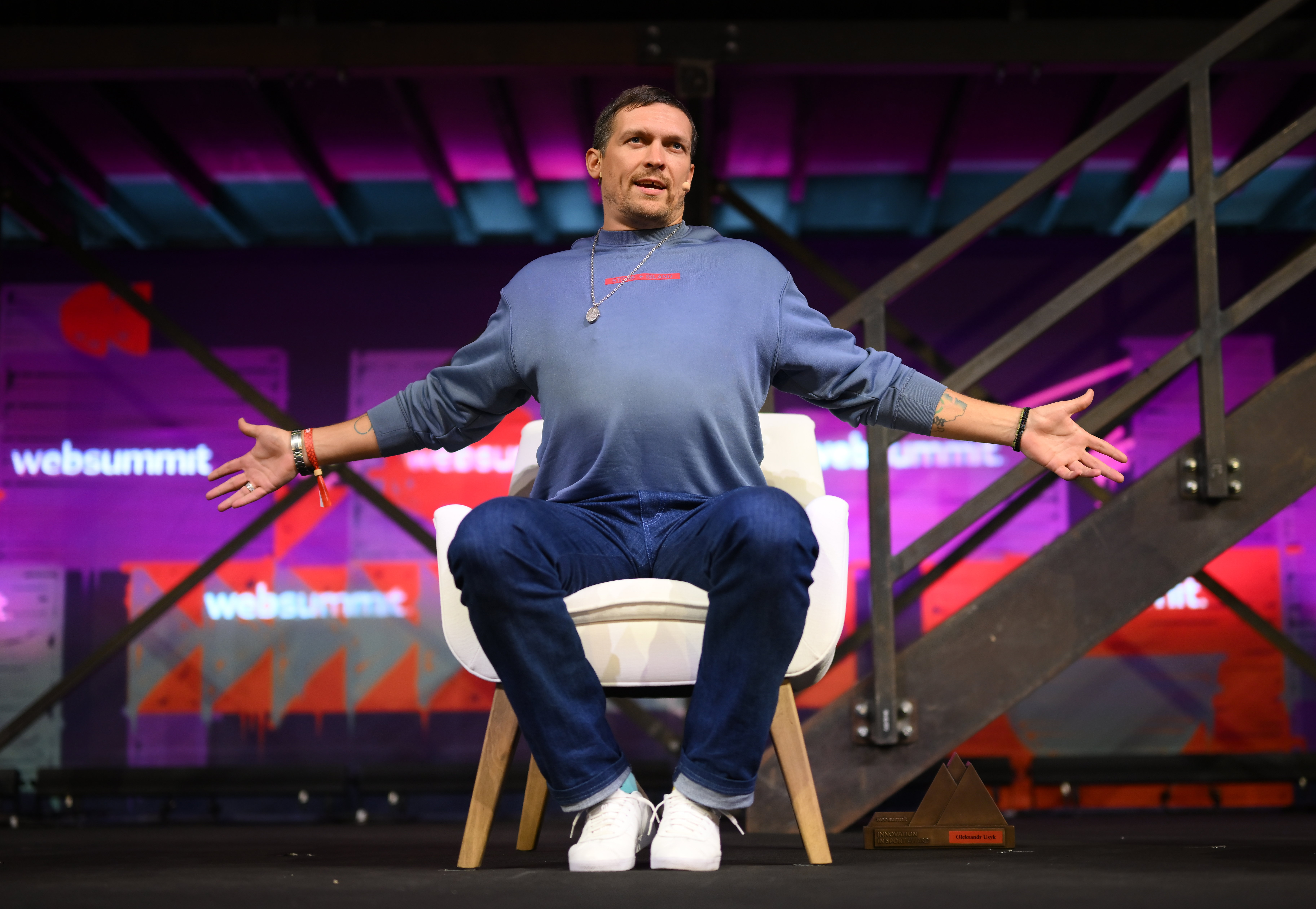
Александр Усик на сцене SportsTrade в день открытия Web Summit 2022 в Лиссабоне

Осенью 2018 года стал рекламным лицом украинской букмекерской конторы FavBet в компании «С нами победители».
В 2019—2020 годы снялся в рекламных видео для украинского производителя технологий защиты Ajax Systems.
Летом 2020 года основал промоутерскую компанию Usyk17Promotion.
В сентябре 2021 года стал бренд амбассадором по ответственной игре букмекерской компании Parimatch.
В 2022 году стал кофаундером и бренд-амбассадором международной блокчейн платформы Ready to Fight, миссия которой — сделать построение боксерской карьеры более легкой и доступной, через создание эффективных связей между спортсменами, менеджерами, агентами, врачами и другими профильными специалистами, а также спортивными сервисами, инфраструктурой и фанатами.

### Футбол
3 февраля 2022 Усик сыграл в составе житомирского «Полесья» против «Вереса» в товарищеском турнире Winter Cup в Турции. Он заменил на поле Филиппа Будковского на 77-й минуте игры.

## Мнение и взгляды
Усик поддерживал украинских солдат во время войны на востоке Украины и поддерживает их в настоящее время. После вторжения России на Украину неоднократно посещал позиции ВСУ.
За 6 лет до начала войны, в апреле 2016 года Александр Усик в интервью журналистам во время открытой тренировки сборной Украины по боксу на Олимпийской базе в Конче-Заспе заявил следующее.
…В Крыму за меня болеют, по всей России у меня очень много поклонников. В принципе, я не разделяю наши народы, ибо мы — славяне. Давайте так и будем говорить — славяне. Никаких препятствий нет, препятствия есть только у кого-то в голове".
В январе 2018 года накануне боя против Майриса Бриедиса на вопрос журналистов о том, чьим Усик считает Крым, боксёр ответил, что он «не попугай, чтобы повторять по сто раз — что, где, когда» и сказал, что успешно представляет Украину во всём мире: «Флаг поднимается украинский, гимн играет украинский — вот мой ответ вам, провокаторы».
В 2020 году украинские боксеры Александр Усик и Василий Ломаченко снялись в российском документальном фильме «Здравствуй, брат! Христос воскрес», в котором рассказали о православной вере и дружбе с россиянами.
После вторжения России на Украину Усик вступил в ряды территориальной обороны. В марте 2022 года покинул ряды территориальной обороны ради подготовки к реваншу с Энтони Джошуа.

21 августа 2022 года, после победы над британцем Энтони Джошуа в матче-реванше за титулы WBO, WBA и IBF в сверхтяжёлом весе, Усик сказал после поединка:
«Я посвящаю этот бой моему государству — Украине, Вооружённым Силам Украины и всем, кто сейчас защищает мою страну», — сказал Александр после поединка.
В 2023 году выразил недоумение почему в России, считающей себя православной страной, в центре её столицы размещён на обозрении гонитель православной церкви Владимир Ленин. Сказав об этом так: «Смотрите, вы считаете себя православной державой. Почему тогда у вас на Красной площади лежит тот, по чьему приказу была убита вся семья царя — помазанника божьего. Почему „красный дед“, который убил большое количество людей, лежит на Красной площади?».

## Награды

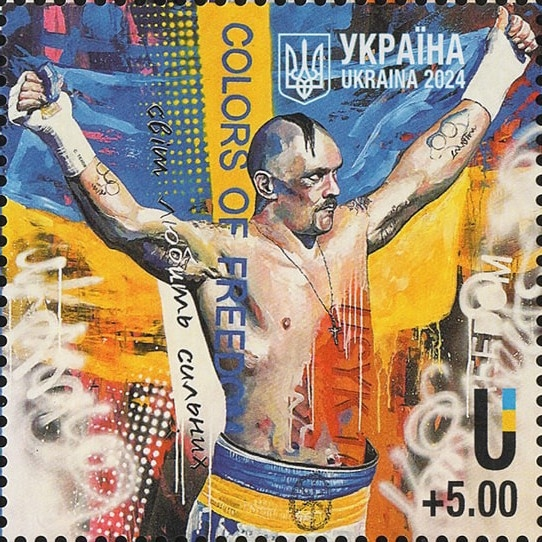
Усик на почтовой марке Украины

- Орден Свободы (23 августа 2024) — за выдающиеся заслуги в утверждении независимости Украины и консолидации общества, весомый вклад в укрепление авторитета Украинского государства в мире и выдающиеся достижения в спорте[91].
- Орден «За заслуги» І степени (23 августа 2022) — за значительные заслуги в укреплении украинской государственности, мужество и самоотверженность, проявленные в защите суверенитета и территориальной целостности Украины, весомый личный вклад в развитие различных сфер общественной жизни, отстаивание национальных интересов нашего государства, добросовестное исполнение профессионального долга[92].
- Орден «За заслуги» ІІ степени (15 августа 2012) — за достижение высоких спортивных результатов на ХХХ летних Олимпийских играх в Лондоне, проявленные самоотверженность и волю к победе, повышение международного авторитета Украины[93].
- Орден «За заслуги» III степени (12 октября 2011) — за весомый личный вклад в развитие отечественного спорта, достижение высоких результатов, укрепления международного авторитета Украины[94].
- Национальная легенда Украины (21 августа 2024) — за выдающиеся личные заслуги в становлении независимой Украины и укреплении её государственности, защите Отечества и служении Украинскому народу, весомый вклад в развитие национального искусства, спорта, здравоохранения, плодотворную благотворительную и общественную деятельность[4].
- Лучший спортсмен Украины 2012 — получил звание лучшего спортсмена Украины 2012 по результату голосования Sport.ua[95].
- Почётный гражданин Симферополя (2012) — За значительный личный вклад в развитие физической культуры и спорта, спортивное мастерство, достижение высоких результатов в спорте[96]. В 2022 году был лишён звания оккупационными властями[97].
- В 2016 году возглавил рейтинг британского телеканала BoxNation из пяти самых перспективных боксёров мира[98].
- В марте 2016 года Усик занял 5-ю строку в рейтинге лучших боксёров по версии Всемирного боксёрского совета (WBC) в первой весовой категории.
- Орден преподобного Ильи Муромца I степени (УПЦ, 2018)[99].
- Боксёр года (2018) по версиям изданий The Ring, ESPN, Sports Illustrated, BoxingTalk и Yahoo.
- Номинант на звание спортсмена года (2018) по версии BBC.
- Нокаут года по версии WBC (с Тони Белью) (2018)[15].
- В июле 2020 года вошёл в пятерку лучших боксёров современности по версии издания The Ring, заняв 5-е место[100].
- Первый бой с Энтони Джошуа получил награду Событие года по версии журнала «Ринг» (2021)
- Первый бой с Тайсоном Фьюри получил награду Событие года по версии журнала «Ринг» (2024)
- 19 мая 2024 года признан абсолютным чемпионом мира по боксу в 1-й тяжёлой весовой категории.

## Достижения
- Первый и единственный боксер в истории, объединивший все четыре титула чемпиона мира в первом тяжелом весе (WBA, WBC, IBF, WBO)[101].
- Третий боксер в истории, завоевавший все четыре титула чемпиона мира в одной весовой категории (после Бернарда Хопкинса и Теренса Кроуфорда).
- Четвертый боксер в истории, владеющий всеми четырьмя титулами чемпиона мира в весовой категории (Бернард Хопкинс, Джермейн Тейлор, Теренс Кроуфорд и Усик)[102].
- Первый и единственный боксер в истории, защитивший бесспорный титул чемпиона мира в первом тяжелом весе.
- Второй боксер в истории, успешно защитивший все четыре титула чемпиона мира в весовой категории (после Бернарда Хопкинса).
- Третий боксер в истории, выигравший титулы чемпиона мира в 1-м тяжелом и тяжёлом весе (после Эвандера Холифилда и Дэвида Хэя).
- Второй боксер в истории, владеющий объединёнными титулами чемпиона мира в 1-м тяжелом и тяжёлом весе (после Эвандера Холифилда)[102].
- Первый боксер из Украины, завоевавший чемпионские титулы во всех весовых категориях, в которых он выступал (1-й тяжёлый и тяжёлый вес).
- Обладатель награды "Боец года" по версии Ring Magazine (2018).
- Единственный боксер, который в одном году стал абсолютным чемпионом мира в крузер-весе и впоследствии успешно перешёл в супертяжёлый вес с победой над чемпионом мира.

### Интервью
- Якимова Марина. Чемпион мира по боксу Александр Усик: «Не люблю, когда шутят про боксёров» // Комсомольская правда в Украине. — 26 марта 2012 года.